# フコステロール-エポキシドリアーゼ
フコステロール-エポキシドリアーゼ（Fucosterol-epoxide lyase、EC 4.1.2.33）は、以下の化学反応を触媒する酵素である。
(24R,24′R)-フコステロールエポキシド {\displaystyle \rightleftharpoons } デスモステロール + アセトアルデヒド
従って、この酵素の基質は (24R,24'R)-フコステロールエポキシドのみ、生成物はデスモステロールとアセトアルデヒドの2つである。
この酵素はリアーゼ、特に炭素-炭素結合を切断するアルデヒドリアーゼに分類される。系統名は、(24R,24'R)-フコステロールエポキシド アセトアルデヒドリアーゼ (デスモステロール形成)((24R,24'R)-fucosterol-epoxide acetaldehyde-lyase (desmosterol-forming))である。他に、(24R,24'R)-fucosterol-epoxide acetaldehyde-lyase等とも呼ばれる。